# Jón Gunnar Árnason
Pour les articles homonymes, voir Jón Árnason.
Jón Gunnar Árnason est un sculpteur islandais né le 15 mai 1931 à Reykjavik et mort le 21 avril 1989.
Après des études à l'université islandaise des Arts et Métiers de Reykjavík de 1944 à 1946 et à l'Ecole des Arts Visuels, il a obtenu un diplôme de mécanicien de l'université technique de Reykjavík en 1952. De 1965 à 1967, il a poursuivi ses études des Beaux-Arts à l'université de Hornsey à Londres.
Il est l'auteur d'une des sculptures les plus célèbres de Reykjavík, Sólfar "Le Voyageur du Soleil", située face à la mer au bout de la rue Frakkastigur.
Ses œuvres ont été exposées dans des galeries prestigieuses d'Islande, de Norvège, des Pays-Bas et d'Allemagne.